# Iso-Syöte
Iso-Syöte es una montaña en Finlandia, adyacente al Parque nacional de Syöte que fue llamado así por este monte. Está situada a unos 150 kilómetros (90 millas) del círculo polar ártico, siendo la región finlandesa que obtiene la mayor cantidad de nieve. El manto de nieve que cubre los árboles y el paisaje hace del lugar una tierra de muchos mitos. 